# Liliane Ennabli
Liliane Ennabli, née le 1er août 1939 à Laxou, est une historienne, archéologue et épigraphiste française, spécialiste de l'histoire de la période chrétienne de Carthage.
Elle publie plusieurs livres à ce sujet dont , Les inscriptions funéraires chrétiennes de Carthage (trois volumes en 1975, 1982 et 1991), Carthage, une métropole chrétienne du IVe à la fin du VIIe siècle (1997) et La basilique dite de Carthagenna et le locus des sept moines de Gafsa (2000).

## Biographie

### Carrière
Chargée de recherches au Centre national de la recherche scientifique (CNRS) et au centre de recherches Lenain de Tillemont sur le christianisme ancien et l'Antiquité tardive à l'université Paris-Sorbonne, elle procède à des fouilles de monuments chrétiens dans le cadre de la campagne internationale de l'Unesco destinée à sauver la cité antique (1972-1992), la basilique de Carthagenna et le monastère de Bigua. Elle publie le corpus des inscriptions chrétiennes de Carthage.

### Vie privée
Elle est l'épouse de Abdelmajid Ennabli, ancien conservateur du site archéologique et du musée national de Carthage.

## Publications
- Les inscriptions chrétiennes de la basilique dite de Sainte-Monique à Carthage, Rome, Publications de l'École française de Rome (no 25), 1975, 413 p.
- Les inscriptions funéraires chrétiennes de Carthage, vol. II : La basilique de Mcidfa, Rome, Publications de l'École française de Rome (no 62), 1982, 386 p.
- Les inscriptions funéraires chrétiennes de Carthage, vol. III : Carthage intra et extra muros, Rome, Publications de l'École française de Rome (no 151), 1991, 397 p.
- Carthage, une métropole chrétienne du IVe à la fin du VIIe siècle  (préf. André Mandouze), Paris, CNRS Éditions, coll. « Études d'antiquités africaines », 1997, 179 p. (ISBN 2-271-05402-8)
- Catalogue des inscriptions chrétiennes sur pierre du musée du Bardo, Tunis, Institut national du patrimoine, 2000, 190 p. (ISBN 978-9973-912-29-9)
- La basilique dite de Carthagenna et le locus des sept moines de Gafsa : nouveaux édifices chrétiens de Carthage, Paris, CNRS Éditions, coll. « Études d'antiquités africaines », 2000, 150 p. (ISBN 978-2-271-05647-4, lire en ligne)
- Carthage chrétienne, Tunis, Agence de mise en valeur du patrimoine et de promotion culturelle, 2000, 87 p.

## Distinctions
- Médaille de bronze du CNRS, en 1984 (section 39) ;
- Médaille d'honneur du CNRS, le 29 novembre 2000 ;
- Frend Medal de la Society of Antiquaries of London, en février 2006.